# 紀元前807年
紀元前807年（きげんぜん807ねん）は、西暦による年。

## 他の紀年法
- 干支 : 甲午
- 中国
  - 周 - 宣王21年
  - 魯 - 懿公9年
  - 斉 - 文公9年
  - 晋 - 穆侯5年
  - 秦 - 荘公15年
  - 楚 - 熊徇15年
  - 宋 - 恵公24年
  - 衛 - 武公6年
  - 陳 - 釐公25年
  - 蔡 - 釐侯3年
  - 曹 - 戴伯19年
  - 燕 - 釐侯20年
- 朝鮮
  - 檀紀1527年
- ユダヤ暦 : 2954年 - 2955年
- アッシリア暦 : 3944年
- 人類紀元 : 9194年

## 死去
- 魯の懿公